# Raba z Mszanką
Raba z Mszanką (kod PLH120093) – specjalny obszar ochrony siedlisk sieci Natura 2000, zlokalizowany na terenie województwa małopolskiego. Obszar obejmuje powierzchnię 249,27 ha
Teren wyznaczony został w celu długotrwałego zabezpieczenia naturalnych siedlisk życia oraz populacji zagrożonego wymarciem gatunku zwierząt (z wyłączeniem ptaków) jakim jest brzanka Barbus meridionalis..

## Siedliska pod ochroną(zkodem siedlisk)
- 3220 pionierska roślinność na kamieńcach górskich potoków,
- 3240 zarośla wierzby siwej na kamieńcach i żwirowiskach górskich potoków (Salici Myricarietum, część – z przewagą wierzby),
- 91E0 łęgi wierzbowe, topolowe, olszowe i jesionowe (Salicetum albo-fragilis, Populetum albae, Alnenion glutinoso-incanae) i olsy źródliskowe[1].